# Реритан (Илиноис)
Раритан (енгл. Raritan) град је у америчкој савезној држави Илиноис.

## Демографија
По попису из 2010. године број становника је 138, што је 2 (-1,4%) становника мање него 2000. године.
| Група             | 2000.       | 2010.       |
| Белци             | 139 (99,3%) | 134 (97,1%) |
| Афроамериканци    | 0 (0,0%)    | 0 (0,0%)    |
| Азијати           | 0 (0,0%)    | 0 (0,0%)    |
| Хиспаноамериканци | 0 (0,0%)    | 2 (1,4%)    |
| Укупно            | 140         | 138         |